# Stanzbiopsie

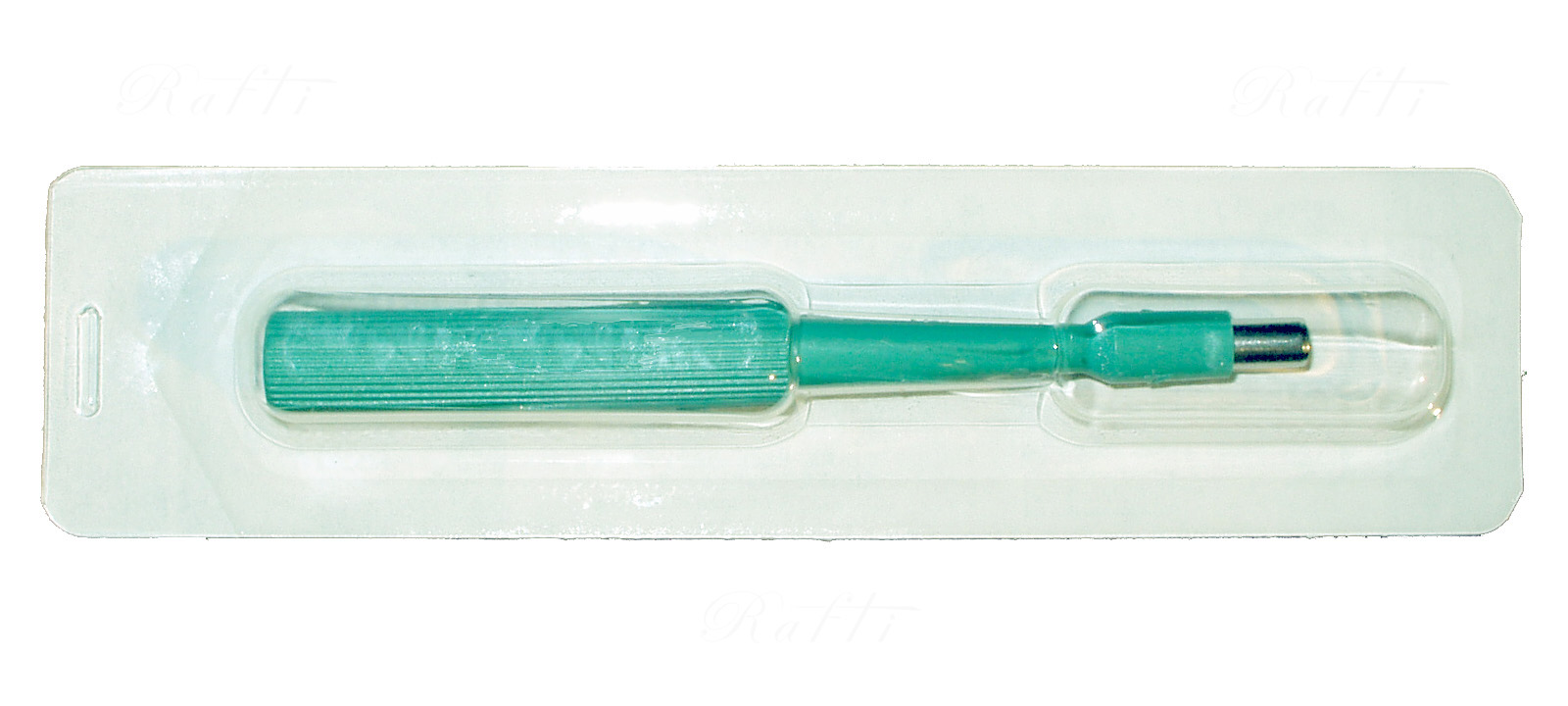
Eine relativ kleine Biopsiestanze (circa 2 mm)

Die Stanzbiopsie ist ein Verfahren zur Gewinnung eines Gewebezylinders aus krankheitsverdächtigen Körperregionen zum Zweck einer feingeweblichen (histologischen) Untersuchung. Dazu kommen verschiedene Nadeltypen (z. B. TruCut) und Durchmesser (1,1–2,2 mm) in Frage. Stanzbiopsien werden beispielsweise bei krebsverdächtigen Knoten in der weiblichen Brust, der Leber oder der Prostata sowie zur Untersuchung der Haut und im Zusammenhang mit Knochenmarkpunktionen durchgeführt.
Die Gewebezylinder werden in Formalin fixiert und in Paraffin eingebettet. Davon werden mit einem Mikrotom dünne (5 µm) Schnitte angefertigt, gefärbt und von einem Facharzt für Pathologie unter dem Mikroskop beurteilt. Die Stanzbiopsie kann unter örtlicher Betäubung durchgeführt werden. In manchen Fällen ist die weniger invasive Feinnadelbiopsie eine Alternative.